# بربيت عاري الوجه
بربيت عاري الوجه (الاسم العلمي: Gymnobucco calvus) (بالإنجليزية: Naked-faced Barbet)‏ هو نوع من الطيور يتبع جنس البربيت العاري من الفصيلة البربيتية.